# Виднман, Максимилиан
Максимилиан Карл фон Виднман (нем. Max von Widnmann; 16 октября 1812, Айхштетт — 3 марта 1895, Мюнхен) — немецкий скульптор, педагог.

## Биография
Сын врача.
С 1825 года получал художественное образование в мюнхенской королевской академии художеств, под руководством Л. Шванталера, в течение трёх лет работал в Риме, находился под сильным влиянием датского скульптора Торвальдсена, с которым подружился в Италии. 
По возвращении в Мюнхен в 1839 г. активно трудился в области монументальной скульптуры и портретных бюстов, исполнил ряд мифологических и идеальных фигур. Король Людвиг I поручил ему, среди прочего, создать портретные бюсты для зала славы Валгаллы. В 1848 году был назначен профессором мюнхенской королевской академии художеств.
Из его произведений особенно выделяются памятники Орландо Лассо и Венстенридеру в Мюнхене, мраморная статуя Рауха с внешней стороны старой пинакотеки, монументы Гёте и Шиллеру в там же, из которых второй считается лучшим созданием этого мастера, конная статуя  королю Баварии Людвигу I, исполненная по идее Л. Шванталера для мюнхенского монумента правителю, статуи Иффланда и Дальберга в Мангейме, и колоссальные фигуры Кастора и Поллукса, изваянные для главного портала мюнхенской королевской академии художеств.
Автор портретных бюстов Х. Амбергера, Г. Гольбейна (Старшего), Г. фон Фрундсберга и других. 
Похоронен на мюнхенском Старом южном кладбище.
Некоторые из его работ были уничтожены во время авианалётов союзников на Мюнхен с 1942 по 1945 год.
Среди его известных учеников скульптор Йозеф Эхтелер.